# Association for the Advancement of Automotive Medicine
Die Association for the Advancement of Automotive Medicine (AAAM) ist ein Verein von Ärzten und Technikern, dessen Ziel neben der Steigerung der Verkehrssicherheit auch die Förderung der biomechanischen Forschung ist. Neben den jährlichen Fachkongressen ist die Abbreviated Injury Scale (AIS), eine Messsystem für die Beschreibung von Einzelverletzungen, sein bekanntestes Produkt. Vorsitzende des Vereins ist Mary Pat McKay.

## Geschichte
Die acht Motorrennsport begeisterten Ärzte Hal Fenner, Bill Gibson, Jack Knight, Abe Mirkin, Werner Pelz, George Snively, Paul Wallace und Tom Waring bildeten 1957 die ‚Medical Advisory Committee‘ (deutsch: Medizinischer Beratungsstab) des Sports Car Club of America, einem bis zu dem Zeitpunkt eher technisch orientierten Verein autorennbegeisterter Enthusiasten.
Bereits beim 12-Stunden-Rennen von Sebring 1957 firmierte sich die Gruppe zur American Association for Automotive Medicine (AAAM) um und wählte Abe Mirkin zu ihrem Präsidenten. Ziel der Gruppe war neben der Reduzierung von Motorrennsportverletzungen auch die Reduktion von Verkehrsunfallverletzungen im Allgemeinen. Hierzu wurde von der Vereinigung, insbesondere über die Ärztekammern der Bundesstaaten, auf niedergelassene Ärzte eingewirkt. Von 30 Mitgliedern im Jahr 1959 stieg die Zahl 1964 auf 178 Ärzte an. Zu diesem Zeitpunkt wurde offensichtlich, dass für die Verwirklichung der Ziele ein interdisziplinärer Ansatz benötigt wird. Deshalb wurde die Vollmitgliedschaft auch Nicht-Ärzten ermöglicht, solange deren Ziele mit denen der AAAM übereinstimmten. Von 264 Mitgliedern 1968 stieg deren Zahl bis 1977 auf über 500. Mit der Jahresversammlung 1978 wurde die Kultur der Ad-hoc-Arbeitskreise in eine dauerhafte Struktur von Sektionen ‚Human Factors‘ (Menschliche Einflussfaktoren) ‚Fahrzeuge‘ und ‚Umwelt‘, gewandelt.
Zur besseren Darstellung des internationalen Anspruchs ihres Wirkens, nannte sich die AAAM 1983 in die heutige Bezeichnung um.

## Wissenschaftliches Wirken

### Jährliche wissenschaftliche Konferenz
Seit ihrem Gründungsjahr führt die AAAM eine jährliche wissenschaftliche Konferenz durch. Beginnend mit der dritten Konferenz wurden die vorgestellten Arbeiten in einem Konferenzband veröffentlicht.
In einigen Jahren wurden die Konferenzen gemeinsam mit anderen, fachlich ähnlichen Konferenzen abgehalten, der Stapp Car Crash Conference (1961–1963), IRCOBI (1994, 1999 und 2003).

### Symposien, Kurse und Konferenzen
Mit dem International Symposium on Occupant Restraint in Toronto, Kanada, versuchte die AAAM 1981 die Kampagne für das Angurten und für eine Anschnallpflicht auf dem nordamerikanischen Kontinent wissenschaftlich zu untermauern. Weitere Symposien über Kopfverletzungsmechanismen, alternde Fahrer und Strategien zur Vermeidung von Verletzungen im Straßenverkehr folgten. Die ersten Kurse über ‚Impact Biomechanics‘ (deutsch: Biomechanik stumpfer Gewalt) wurden 1984 gehalten und über die Jahre mehrfach wiederholt. Im Auftrag der Centers for Disease Control (CDC) richtete die AAAM 1993 die zweite Weltkonferenz über ‚Injury Control‘ (deutsch: Verletzungseindämmung) aus. 2001 richtete die AAAM eine Konferenz über ‚Booster Seats‘ aus: Die Forschung von über Rückhaltesystem für Kinder, die dem klassischen Kindersitz bereits entwachsen waren, jedoch von ihrer Statur noch nicht in Sitze mit normalen Sicherheitsgurten passen, sollte angeschoben werden.

### ‚Traffic Injury and Prevention‘
Neben eher auf Vereinsnachrichten ausgerichteten Zeitschriften, hier in zeitlicher Reihenfolge: Quarterly, Journal, Bulletin, Traffic Lines und heute Inroads, wurde eine separate wissenschaftliche Publikation angestrebt. Nach anfänglichen Versuchen mit dem Journal of Occupational Medicine und dem Journal of Trauma, wurde von 1988 für mehrere Jahre mit der Zeitschrift Accident Analysis and Prevention kooperiert. 1999 gründete die AAAM mit Crash Prevention and Injury Control die erste eigene wissenschaftliche Publikation, die 2002 in Traffic Injury and Prevention umbenannt wurde.

### Abbreviated Injury Scale
Nach eigenen Angaben übernahm die AAAM 1973 die treibende Rolle bei der Weiterentwicklung der Abbreviated Injury Scale (AIS). Die Ausgabe von 1976 wurde noch gemeinsam von der American Medical Association (AMA), Society of Automotive Engineers (SAE) und er AAAM herausgegeben. Von der AIS Version 1980 an, zeichnete die AAAM alleine für die Weiterentwicklung verantwortlich.